# Ezatolah Akbari
Ezatolah Akbari (en persa: عزت‌الله اکبری‎; Juybar, Provincia de Mazandarán, 11 de noviembre de 1992), es un luchador iraní de lucha libre. Participó en Campeonato Mundial en 2013 consiguiendo una medalla de plata. Conquistó la medalla de plata en los Juegos Asiáticos de 2014 y de bronce en Campeonato Asiático de 2013. Dos veces representó a su país en la Copa del Mundo, consiguiendo un 1.º puesto en 2014. Tercero en Juegos Mundiales Militares de 2015.